# مارینلا (خواننده)
مارینلا (به انگلیسی: Marinella) (زاده ۱۹ مه ۱۹۳۸) خواننده، بازیگر یونانی است.
او نماینده یونان در یوروویژن ۱۹۷۴ بود.